# Liste der Abgeordneten im Nationalparlament Osttimors 2018–2023

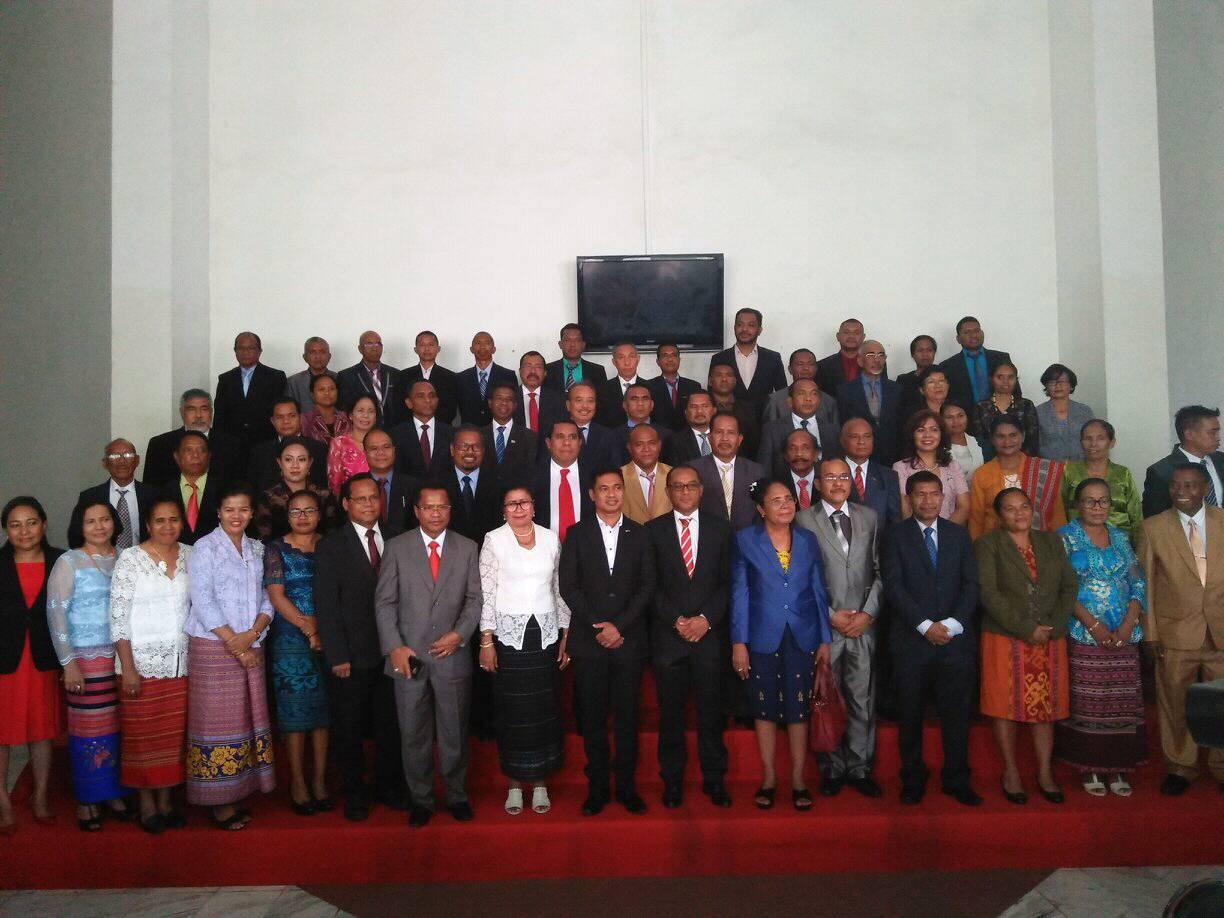
Mitglieder des Nationalparlaments Osttimors 2018

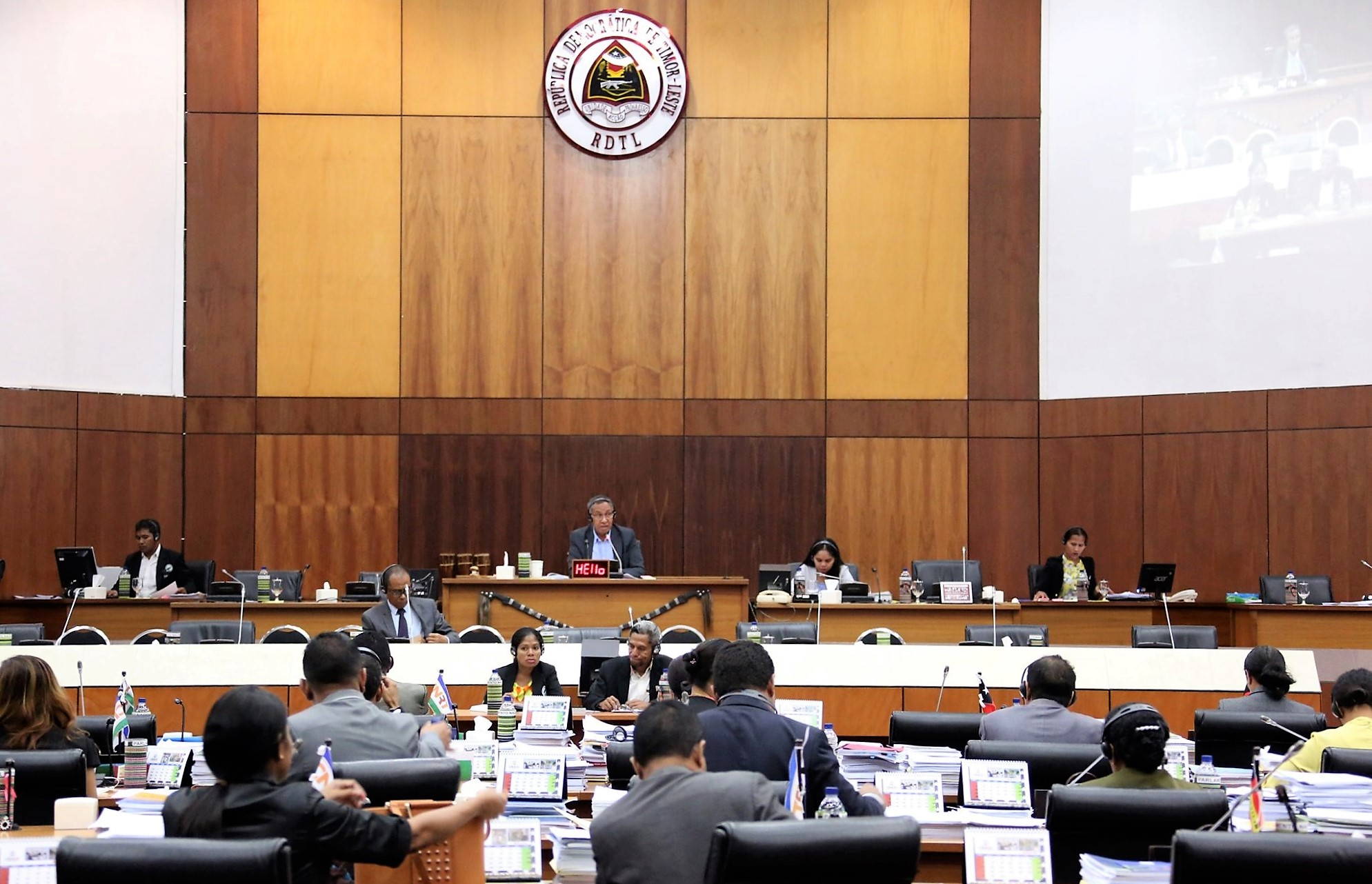
Das Nationalparlament im Januar 2019

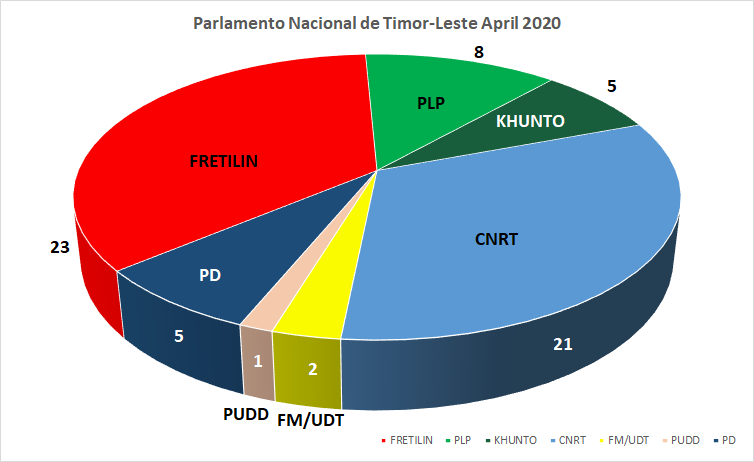
Sitzverteilung im Parlament Osttimors nach der Wahl 2018

Diese Liste führt die Abgeordneten auf, die in den Wahlen am 12. Mai 2018 in das Nationalparlament Osttimors gewählt wurden und während der laufenden Legislaturperiode in das Parlament nachgerückt sind. Die Reihenfolge in dieser Liste entspricht dem Platz des Abgeordneten auf der Parteiliste. Das Parlament hat 65 Mitglieder und trat erstmals am 13. Juni zusammen.
Alle Mitglieder der Regierung müssen von Gesetz wegen auf ihren Sitz im Parlament zugunsten eines Nachrückers aus der Liste verzichten. Scheidet ein Regierungsmitglied aber aus dem Kabinett wieder aus, kann es in das Parlament zurückkehren und der Nachrücker verliert sein Mandat. Abgeordnete, die vorzeitig aus dem Parlament ausgeschieden sind oder zwar gewählt wurden, ihr Amt aber nicht antraten, werden in der Liste durchgestrichen. Nachrücker werden mit (N) markiert.
Stärkste Kraft war bis 2020 die Aliança para Mudança e Progresso AMP (ein Bündnis aus Congresso Nacional da Reconstrução Timorense CNRT, Partidu Libertasaun Popular PLP und Kmanek Haburas Unidade Nasional Timor Oan KHUNTO) mit 34 Sitzen, gefolgt von der FRETILIN mit 23 Sitzen, der Partido Democrático PD mit 5 Sitzen und der neueingezogenen Frenti Dezenvolvimentu Demokratiku FDD (ein Bündnis aus Partidu Unidade Dezenvolvimentu Demokratiku PUDD, União Democrática Timorense UDT, Frenti-Mudança FM und Partido do Desenvolvimento Nacional PDN) mit drei Sitzen.
Am 17. Januar 2020 verweigerten die CNRT-Abgeordneten dem Regierungsentwurf für den Staatshaushalt. Die AMP zerbrach. Am 22. Februar unterzeichneten CNRT, KHUNTO, PD, UDT, FM und PUDD öffentlich eine Koalitionsvereinbarung zur Bildung einer neuen Regierung Osttimors. Das Bündnis verfügte über 34 Sitze und damit über die parlamentarische Mehrheit. Die neue Koalition scheiterte aber bereits wieder am 27. April und KHUNTO erklärte am 29. April den Austritt aus der Koalition, zugunsten der alten Regierung. Diese nahm nun Mitglieder der FRETILIN und PD für die vakanten Posten auf. PLP, FRETILIN und KHUNTO haben zusammen eine Mehrheit von 36 Sitzen.

## Wahlbündnisse

### Aliança para Mudança e Progresso AMP (bis 17. Januar 2020)

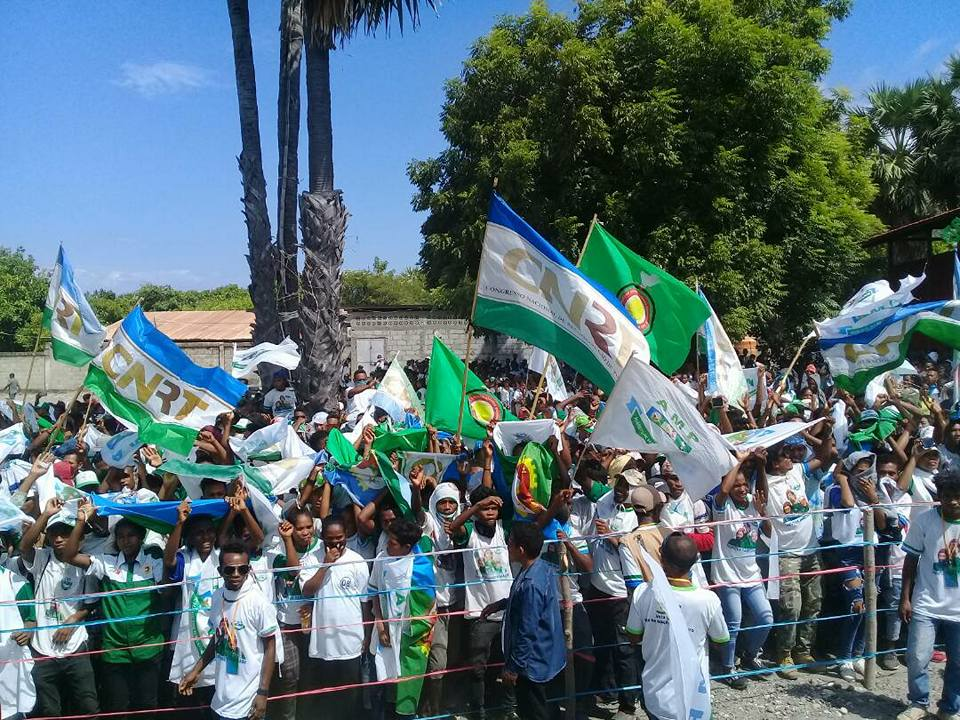
Wahlkampfveranstaltung der AMP auf Atauro 2018

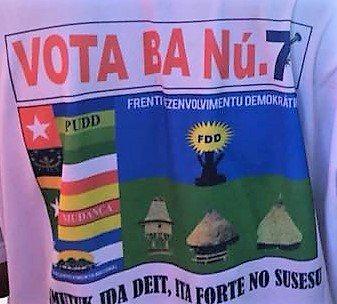
Wahlkampfveranstaltung der FDD

Das Bündnis trat zwar mit einer gemeinsamen Liste an, die drei Parteien bilden aber im Parlament jeweils eigenständige Fraktionen. Die beiden Erstplatzierten Xanana Gusmão und Taur Matan Ruak nahmen bereits an der ersten Parlamentssitzung nicht teil und verzichteten auf ihre Mandate zugunsten von Sabino Soares Guntur (PLP) und Óscar de Araújo (CNRT). Die auf Platz 36 stehende Irene Gonzaga Sarmento von KHUNTO nahm ihren Sitz nicht in Anspruch. Die Parteien ersetzen demnach ausscheidende Abgeordnete mit Parteimitgliedern und nicht streng nach der Reihenfolge der Wahlliste.  Am 22. Juni wurden die ersten Mitglieder der VIII. Regierung vereidigt. Verfassungsgemäß gaben die neuen Regierungsmitglieder Dionísio da Costa Babo Soares, Fidelis Leite Magalhães, Armanda Berta dos Santos und José Agustinho da Silva ihre Parlamentssitze ab. Auch António Verdial de Sousa, Jacinto Rigoberto, Francisco Kalbuadi Lay und Virgílio Simith gaben ihr Mandat auf, da auch sie für Regierungsämter vorgesehen waren. Um ihre Nominierung kam es mit Staatspräsident Guterres zum Streit. Für den CNRT rückten nach José Virgílio Rodrigues Ferreira, Veneranda Lemos Martins, Patrocínio Fernandes dos Reis und Virgínia Ana Belo nach, für die PLP Abel Pires da Silva und für die KHUNTO Irene Gonzaga Sarmento, António Maria Nobre Amaral Tilman und Lígia Filomena Coelho da Silva. Da António Verdial de Sousa von Staatspräsident Guterres als Regierungskandidat abgelehnt wurde, kehrte Sousa wieder ins Parlament zurück. Lígia Filomena Coelho da Silva musste daher ihren Platz wieder räumen.

### Frenti Dezenvolvimentu Demokratiku FDD
Die Meinungsverschiedenheit über die Rechtmäßigkeit der Präsidiumswahl, bei der Ximenes, unterstützt von Santos, in das Parlamentspräsidium gewählt wurde, während Benevides aus Protest gegen die Nichtberücksichtigung der großen Oppositionsparteien mit FRETILIN und PD die Sitzung verließ, führte zum Bruch innerhalb der FDD und am 18. Juni zur Auflösung des Bündnisses. Am 21. Juni entschieden sich die beiden Abgeordneten von FM und UDT weiterhin eine gemeinsame Fraktion zu bilden.

## Congresso Nacional da Reconstrução Timorense CNRT
21 Abgeordnete. Fraktionschef ist Duarte Nunes, sein Vize ist Patrocínio Fernandes dos Reis.
| - Xanana Gusmão - Francisco Kalbuadi Lay - Arão Noé da Costa Amaral - Jacinto Rigoberto Gomes de Deus - Maria Terezinha da Silva Viegas - Dionísio da Costa Babo Soares - Maria Fernanda Lay - Carmelita Caetano Moniz - Albina Marçal Freitas † 2019 - Virgílio Simith - Duarte Nunes - Adérito Hugo da Costa - Maria Gorumali Barreto - Domingos Lopes Lemos | - Ricardo Baptista - Marcos Xavier - Maria Rosa da Câmara Bi Soi - Domingos Carvalho de Araújo - Leandro Leite Lobato - Lúcia Taeki - Gabriel Soares - Óscar de Araújo (N) - José Virgílio Rodrigues Ferreira (N) - Veneranda Lemos Martins (N) - Patrocínio Fernandes dos Reis (N) - Virgínia Ana Belo (N) - Bendita Moniz Magno (N 2020) |

## Partidu Libertasaun Popular PLP
8 Abgeordnete. Fraktionschef war Cornélio da Conceição Gama, sein Stellvertreter Noé da Silva Ximenes. Am 3. April trat Gama als Abgeordneter zurück.
| - Taur Matan Ruak - Maria Angelina Lopes Sarmento - Fidelis Leite Magalhães - Cornélio da Conceição Gama L7 - Rosalina Ximenes - Noé da Silva Ximenes Buka Tuir - Francisco de Vasconcelos | - Regina Freitas - Sabino Soares Guntur (N), † 2021 - Abel Pires da Silva (N), 2022 Minister - Domingas dos Santos (N), 2021 - Bernardo Quintão (N), 2022 - Ernesto da Silva (N), 2023 |

## Kmanek Haburas Unidade Nasional Timor Oan KHUNTO
5 Abgeordnete.
| - Armanda Berta dos Santos - António Verdial de Sousa - José Agustinho da Silva - Olinda Guterres | - Luís Roberto da Silva - Irene Gonzaga Sarmento (N) - António Maria Nobre Amaral Tilman (N) - Lígia Filomena Coelho da Silva (N) |

## Frente Revolucionária do Timor-Leste Independente FRETILIN
23 Abgeordnete. Fraktionschef ist Aniceto Guterres Lopes.
Marí Bin Amude Alkatiri verzichtete auf seinen Parlamentssitz. Für ihn rückte Noémia Sequeira nach. 2021 schied Francisco Miranda Branco als neuer osttimoresischen Botschafter in Mosambik aus dem Parlament aus. Am 3. Januar 2022 verstarb Silvino Adolfo Morais.
| - Marí Bin Amude Alkatiri - Francisco Miranda Branco - Cidália Mesquita Ximenes - Aniceto Longuinhos Guterres Lopes - David Dias Ximenes - Maria Angélica Rangel da Cruz dos Reis - Antoninho Bianco - José Pacheco Soares - Lídia Norberta dos Santos Martins - Dário Madeira - Maria Anabela Sávio - Silvino Adolfo Morais, † 2022 - Helena Martins Belo | - Alexandrino Cardoso da Cruz - Nélia Soares Menezes - Marito Mota - Gabriela Alves - Félix da Costa Anin Buras - Fabião de Oliveira - José Agostinho Sequeira Somotxo - Josefa Álvares Pereira Soares - António dos Santos 55 - Joaquim dos Santos - Noémia Sequeira (N 2018) - Abílio Quintão Pinto (N 2021) - Luís Geraldo Ximenes de Oliveira (N 2022) |

## Partido Democrático PD
5 Abgeordnete. Vizefraktionschef ist Adriano do Nascimento.
- Mariano Sabino Lopes
- António da Conceição
- Elvina Sousa Carvalho
- Ernesto Fernandes Sousa Dudu
- Adriano do Nascimento

## Partidu Unidade Dezenvolvimentu Demokratiku PUDD
1 Abgeordneter.
- António de Sá Benevides (PUDD)

## Frenti-Mudança FM/União Democrática Timorense UDT
2 Abgeordnete.
- Gilman Exposto dos Santos (UDT) † 2019
- Isabel Maria Barreto Freitas Ximenes (FM)
- Francisco David Xavier Carlos (UDT), (N am 2. Dezember 2019)